# Parlamentní volby na Ukrajině 2023
Příští ukrajinské parlamentní volby vycházely podle ústavy Ukrajiny na neděli 29. října 2023. Po ruské invazi však bylo v zemi vyhlášeno stanné právo, které se opakovaně prodlužuje. V červenci 2023 ho ukrajinský parlament prodloužil o dalších 90 dní, tedy do 15. listopadu 2023. V plánovaném termínu se proto volby konat nemohou.
Článek 83 ukrajinské ústavy totiž stanoví, že pokud za válečného stavu funkční období Nejvyšší rady vyprší, automaticky se prodlužuje až do ustavení nové rady po skončení válečného stavu. Článek 19 ukrajinského zákona o válečném stavu konání celostátních voleb v této době výslovně zakazuje.
Po ukončení válečného stavu se všechny odsunuté volby musí uskutečnit do 90 dní.